# Plévin
Plévin (bretonisch Plevin) ist eine französische Gemeinde mit 754 Einwohnern (Stand: 1. Januar 2022) im Département Côtes-d’Armor in der Region Bretagne. Sie gehört zum Arrondissement Guingamp und zum Kanton Rostrenen. Zudem ist der Ort Mitglied des 1993 gegründeten Gemeindeverbands Poher Communauté. Die Einwohner werden Plévinois(es) genannt.

## Geographie
Plévin liegt etwa 63 Kilometer südwestlich von Saint-Brieuc ganz im Südwesten des Départements Côtes-d’Armor. 

## Bevölkerungsentwicklung
| Jahr                       | 1793 | 1800 | 1821 | 1831 | 1851 | 1872 | 1926 | 1962 | 1968 | 1975 | 1982 | 1990 | 1999 | 2006 | 2012 |
| Einwohner                  | 1356 | 1375 | 972  | 1192 | 1312 | 1230 | 1783 | 1185 | 1015 | 883  | 774  | 781  | 774  | 782  | 789  |
| Quellen: Cassini und INSEE |      |      |      |      |      |      |      |      |      |      |      |      |      |      |      |